# Merian Caldwell Cooper
Merian Caldwell Cooper (Jacksonville, Florida, 24 d'octubre de 1893 - San Diego, Califòrnia, 21 d'abril de 1973) fou un productor, guionista, realitzador i director de fotografia estatunidenc.

## Biografia
També conegut amb el nom Merian Caldwell Cooper, va anar a la Lawrenceville School on es va graduar el 1911. Després de graduar-se, Cooper va rebre un prestigiós nomenament a l'escola naval d'Annapolis,:19 però va ser expulsat durant el seu últim any. Va aprendre a volar a la Military Aeronautics School a Atlanta. Cooper es va graduar com el millor de la seva classe.:24–25 Durant la Primera Guerra Mundial Cooper va anar a França amb el 201è Esquadró. Va assistir a l'escola de vol a Issoudun. Mentre volava amb el seu amic, Cooper es va colpejar al cap i va quedar noquejat durant una caiguda de 200 peus. Després de l'incident, Cooper va patir un xoc i va haver de tornar a aprendre a volar. Cooper va demanar anar a Clermont-Ferrand per ser entrenat com a pilot de bombarders. Es va convertir en pilot del 20è esquadró aeri.:26–27 Va estar pres abans d'acabar el conflicte en un hospital de presoners.:8,38–41 En els anys 20, s'integra a l'exèrcit polonès per combatre els comunistes. Va trobar d'altra banda Ernest Schoedsack el 1919 a l'andana de l'estació de Viena (Àustria). D'aquest conflicte sortiria amb el grau de Tinent Coronel.
El 1925 i 1927 els dos homes realitzaran conjuntament Grass i Chang, abans de dirigir la cèlebre King Kong el 1933, pel·lícula en la qual té el paper d'un pilot que abat Kong en el cim de l'Empire State Building.
Cooper continuarà produint i realitzant tot innovant tècnicament (Technicolor tres bandes i Cinerama al final de la seva carrera).
Es jubilarà del cinema el 1962 i s'instal·larà en una petita casa de l'exèrcit a la badia de San Diego (Califòrnia). El 1971, retrà un últim homenatge a Max Steiner abans de morir el 1973 d'un càncer.

## Filmografia

### Productor
- 1925: Grass: A Nation's Battle for Life
- 1927: Chang: un drama d'una terra salvatge (Chang: A Drama of the Wilderness)
- 1932: The Most Dangerous Game
- 1932: The Phantom of Crestwood
- 1933: Lucky Devils
- 1933: King Kong
- 1933: Diplomaniacs
- 1933: The Silver Cord
- 1933: The Monkey's Paw
- 1933: Professional Sweetheart
- 1933: Melody Cruise
- 1933: Emergency Call
- 1933: Bed of Roses
- 1933: Cross Fire
- 1933: Double Harness
- 1933: Flying Devils
- 1933: Before Dawn
- 1933: No Marriage Ties
- 1933: Morning Glory
- 1933: Blind Adventure
- 1933: Rafter Romance
- 1933: One Man's Journey
- 1933: Ann Vickers
- 1933: Flaming Gold
- 1933: Aggie Appleby Maker of Men
- 1933: Headline Shooter
- 1933: Ace of Aces
- 1933: After Tonight
- 1933: Chance at Heaven
- 1933: Donetes (Little women)
- 1933: The Right to Romance
- 1933: If I Were Free
- 1933: El fill de King Kong (Son of Kong)
- 1933: Volant cap a Rio de Janeiro (Flying Down to Rio)
- 1934: The Meanest Gal in Town
- 1934: Long Lost Father
- 1934: Two Alone
- 1934: Hips, Hips, Hooray!
- 1934: La patrulla perduda (The Lost Patrol)
- 1934: Keep 'Em Rolling
- 1934: This Man Is Mine
- 1934: Mística i rebel (Spitfire)
- 1934: Kentucky Kernels
- 1934: Success at Any Price
- 1934: Finishing School
- 1935: She
- 1935: Els últims dies de Pompeia (The Last Days of Pompeii)
- 1936: Dancing Pirate
- 1938: The Toy Wife
- 1940: Dr. Cyclops
- 1947: El fugitiu (The Fugitive)
- 1948: Fort Apache
- 1948: Three Godfathers
- 1949: El gran goril·la (Mighty Joe Young)
- 1949: La legió invencible (She Wore a Yellow Ribbon) de John Ford
- 1950: Wagonmaster (Wagon Master)
- 1950: Rio Grande
- 1952: The Quiet Man
- 1952: This Is Cinerama
- 1953: The Sun Shines Bright
- 1956: Centaures del Desert (The Searchers)
- 1956: Seven Wonders of the World
- 1963: Best of Cinerama

### Guionista
- 1927: Chang: A Drama of the Wilderness

### Director
- 1925: Grass: A Nation's Battle for Life corealitzat amb Ernest B. Schoedsack
- 1927: Chang: un drama d'una terra salvatge (Chang: A Drama of the Wilderness) corealitzat amb Ernest B. Schoedsack
- 1929: The Four Feathers corealitzat amb Ernest B. Schoedsack i Lothar Mendes
- 1933: King Kong corealitzat amb Ernest B. Schoedsack
- 1935: Els últims dies de Pompeia (The Last Days of Pompeii) corealitzat amb Ernest B. Schoedsack
- 1952: This Is Cinerama corealitzat amb Ernest B. Schoedsack i Gunther von Fritsch

### Director de fotografia
- 1925: Grass: A Nation's Battle for Life
- 1929: Captain Salisbury's Ra-Mu
- 1929: The Four Feathers

### Aparició a la pantalla
- 1933: King Kong: Un pilot que abat Kong